# Yō Kitazawa
Yō Kitazawa  (北沢 洋?, Kitazawa Yō) (Warabi, 9 luglio 1963) è un doppiatore giapponese.
Fa parte attualmente della Hanagumi Shibai.

## Ruoli principali

### Anime
1995
- Juu Senshi Garukiba

1998
- Heroine Dream 2 (Hibiki Narutani)
- Serial Experiments Lain (Voce)
- Yume de aetara (Whale)

2000
- Sakura Wars (Ricercatore)

2002
- Overman King Gainer (Kejinan Todd)
- Get Backers (Guardia)

2003
- Kino no Tabi (Uomo)

2004
- Mars Daybreak (Rim-eyes)

2005
- Kotenkotenko (White Rat)
- Blood+ (Forrest)

2006
- Blood+ Final Piece (Forrest)
- Pumpkin Scissors (Padre di Mariel)

2008
- Michiko & Hatchin (Nuno)

2010
- Another Century's Episode: R (Padre di Kejinan)

2016
- My Hero Academia (Higari Maijima)

2019
- Fairy Tail (Wall Eehto)

### Videogiochi
- Garou: Mark of the Wolves (Kevin Rian, Grant)
- Skylanders: Spyro's Adventure (Dino-Rang, Drill Sergeant)
- Super Robot Wars Z (Kejinan Todd)
- Tatsunoko Fight (Berg Katze)
- The Legend of Zelda: Link's Awakening (videogioco 2019) (voci addizionali)
- The Legend of Zelda: Echoes of Wisdom (voci addizonali)
- Brave Soul
- Linda Cube (George Comer)
- Radiant Silvergun (Creator)

### Tokusatsu
- Kamen Rider Ghost (Denki Ganma)